# アランダスピス
アランダスピス (Arandaspis) は、古生代オルドビス紀中期に生息していた最古の無顎類の仲間。

## 概要
1959年にオーストラリアのアリススプリングスにて発見され、アボリジニの「アランダ族（現在はアランテ族）」の名をとって名づけられた。最古の魚と言われている。
全体的に滑らかな流線型をしているが、鰭を持たないために（尾部は原始的な鰭とも言えるが）上手に泳ぐことはできなかったと考えられている。
頭部から胴体前半部にかけては骨質の甲羅で覆われている。いわゆる「甲冑魚」のさきがけである。
胸鰭のような対となる鰭（対鰭）を持たないために、水中で体を安定させることができず、海底付近をゆっくり泳いでいたと推測される。また口の位置、形状から海底の泥を丸ごと掬い取り、食物を濾しとるように摂取したと推測されている。

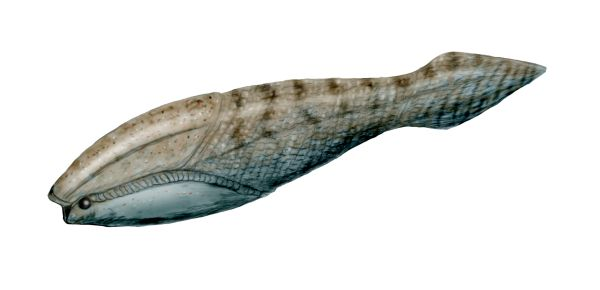
復元像